# 日本私立医科大学協会
一般社団法人 日本私立医科大学協会（にほんしりついかだいがくきょうかい）は、私立医科大学によって構成されている社団法人。国公立医科大学は、国立大学協会や公立大学協会に加盟している。

## 沿革
- 1973年（昭和48年） - 設立。
- 2011年（平成23年）9月 - 一般社団法人へ移行。

## 活動内容
私立医科大学の資質向上と教員の研修などを行っている。